# Romano Scavolini
Romano Scavolini (Fiume, 18 giugno 1940) è un regista cinematografico, sceneggiatore e direttore della fotografia italiano.

## Biografia
Nel 1958 si trasferisce in Germania dove lavora come scaricatore di porto e inizia la carriera di regista dirigendo, insieme al fotografo Arthur Kidalla, I devastati, un lungometraggio in 16mm mai sonorizzato. Realizza poi una serie di cortometraggi documentaristici e sperimentali. Del 1966 è il vero e proprio esordio nel lungometraggio con A mosca cieca (ispirato a Lo straniero di Albert Camus e destinato a una serie di peripezie giudiziarie), seguito da La prova generale (1968). Entonce (1968) rimane incompiuto e il girato va perduto.
Nel 1970 vive l'esperienza della guerra del Vietnam come fotografo, a fianco di Ennio Iacobucci. Fratello dello sceneggiatore, regista e pittore Sauro Scavolini, ne produce il lungometraggio Amore e morte nel giardino degli dei (1972).
Trasferitosi negli Stati Uniti, Scavolini gira Savage Hunt, un thriller coprodotto da una società greca, lo slasher Nightmare (film incluso fra i video nasty, il gruppo di opere colpite dalla censura britannica negli anni ottanta a causa della violenza esplicita) e il Vietnam-movie Dog Tags - Il collare della vergogna. Nel 2004 è interprete del documentario Romano Scavolini a Visioni Sconsigliate (uscito nel 2011), diretto da Flavio Sciolè.

### Altre attività
Ha lavorato come giornalista in America Latina e ha insegnato negli Stati Uniti.

## Filmografia

### Regista e sceneggiatore
- I devastati (1959) – perduto
- A mosca cieca – conosciuto anche come Ricordati di Haron (1966)
- La quieta febbre – cortometraggio (1964)
- Diario beat – cortometraggio (1967)
- Ecce homo – cortometraggio (1967)
- La prova generale (1968)
- L'amore breve – conosciuto anche come Lo stato d'assedio (1969)
- Così vicino così lontano – cortometraggio-documentario (1970)
- Lsd – cortometraggio-documentario (1970)
- Un bianco vestito per Marialé (1972)
- Cuore (1973)
- Servo suo (1973)
- La riscoperta del centro storico – cortometraggio-documentario (1974)
- Savage Hunt (1980)
- Nightmare (1981)
- Dog Tags - Il collare della vergogna (Dogtags) (1988)
- Ustica - Una spina nel cuore (2001)
- Le ultime ore del Che – documentario (2004)
- Two Families (2007)
- L'apocalisse delle scimmie (2012) – inedito

### Produttore
- Amore e morte nel giardino degli dei, regia di Sauro Scavolini (1972)
- Two Days, regia di José Zambrano Cassella (2011)